# Hangu, Neamț
Hangu (în trecut, Audia) este satul de reședință al comunei cu același nume din județul Neamț, Moldova, România.

## Istoric
Un sat cu numele de Hangu a fost atestat istoric într-un document din timpul domniei lui Ștefan cel Mare referitor la Mănăstirea Hangu care era amplasată în zona unde astăzi se află lacul Izvorul Muntelui; schitul se afla pe teritoriul actual al comunei Ceahlău.
În perioada interbelică, satul Hangu cunoaște o oarecare dezvoltare care se oprește în momentul punerii in functiune a barajului de la Bicaz. Prin construcia barajului, nivelul apei din lacul de acumulare a acoperit satul. După strămutarea a mai mult de 50% din populația satului, satul pierde o serie de instituții importante (judecătorie și spital) și  industria reprezentată de fabrica de cherestea, încetând, practic să mai existe. Biserica satului a fost acoperită de lacul de acumulare, ruinele acestei biserici sunt vizibile când nivelul lacului scade. Localnicii si-au strămutat locuințele în zona satului Audia, care a devenit reședința comunei Hangu și care la reorganizarea administrativ-teritorială din 1968 a preluat denumirea de Hangu.